# Fabio Bernardo D'Onorio
Fabio Bernardo D'Onorio (Veroli, 20 agosto 1940) è un arcivescovo cattolico italiano, dal 21 aprile 2016 arcivescovo emerito di Gaeta.

## Biografia
Nasce a Veroli, allora sede vescovile in provincia di Frosinone, il 20 agosto 1940.

### Formazione e ministero sacerdotale
Compie gli studi ginnasiali, liceali e teologici presso l'istituto teologico dell'abbazia di Montecassino, dove è entrato come alunno monastico. Frequenta i corsi presso la Pontificia Università Lateranense, dove consegue il dottorato in utroque iure.
Il 30 settembre 1962 emette la professione dei voti presso l'ordine di San Benedetto ed assume il nome di Bernardo in onore del santo festeggiato il giorno della sua nascita. Il 4 giugno 1966 è ordinato presbitero.
Dopo l'ordinazione è segretario dell'abate-vescovo Ildefonso Rea e del successore Martino Matronola, direttore del bollettino monastico e dell'ufficio catechistico, notaio e difensore del vincolo presso il tribunale diocesano, docente di storia dell'arte nel liceo classico abbaziale e di diritto canonico nell'istituto annesso.
Il 25 aprile 1983 è eletto abate ordinario di Montecassino dai monaci dell'abbazia e papa Giovanni Paolo II conferma la sua elezione; succede a Martino Matronola, dimessosi per raggiunti limiti di età. L'8 giugno seguente è ricevuto in udienza dal presidente della Repubblica Italiana Sandro Pertini per prestare il giuramento previsto dal concordato allora in vigore. Il 19 giugno riceve la benedizione abbaziale.
Nel 1991 fonda Presenza Xna, periodico dell'abbazia territoriale di Montecassino.

### Ministero episcopale
Il 13 aprile 2004 papa Giovanni Paolo II gli conferisce la dignità episcopale, nominandolo vescovo titolare di Minturno; riceve l'ordinazione episcopale il 16 maggio dello stesso anno dal cardinale Giovanni Battista Re, coconsacranti l'arcivescovo Francesco Pio Tamburrino, O.S.B. ed il vescovo Imre Asztrik Várszegi, O.S.B.
Durante il suo ministero nell'abbazia apre i lavori sinodali, che si concludono dopo quattro anni.
Il 20 settembre 2007 papa Benedetto XVI lo nomina arcivescovo di Gaeta; succede a Pier Luigi Mazzoni, dimessosi per raggiunti limiti di età. Il 27 ottobre seguente prende possesso dell'arcidiocesi.
Anche a Gaeta apre il sinodo diocesano.
Il 21 aprile 2016 papa Francesco accoglie la sua rinuncia al governo pastorale dell'arcidiocesi di Gaeta, presentata per raggiunti limiti di età; gli succede Luigi Vari, del clero di Velletri-Segni. Rimane amministratore apostolico dell'arcidiocesi fino all'ingresso del successore, avvenuto il 9 luglio seguente.
È stato membro della Congregazione per le cause dei santi.

## Genealogia episcopale
La genealogia episcopale è:
- Cardinale Scipione Rebiba
- Cardinale Giulio Antonio Santori
- Cardinale Girolamo Bernerio, O.P.
- Arcivescovo Galeazzo Sanvitale
- Cardinale Ludovico Ludovisi
- Cardinale Luigi Caetani
- Cardinale Ulderico Carpegna
- Cardinale Paluzzo Paluzzi Altieri degli Albertoni
- Papa Benedetto XIII
- Papa Benedetto XIV
- Papa Clemente XIII
- Cardinale Enrico Benedetto Stuart
- Papa Leone XII
- Cardinale Chiarissimo Falconieri Mellini
- Cardinale Camillo Di Pietro
- Cardinale Mieczysław Halka Ledóchowski
- Cardinale Jan Maurycy Paweł Puzyna de Kosielsko
- Arcivescovo Józef Bilczewski
- Arcivescovo Bolesław Twardowski
- Arcivescovo Eugeniusz Baziak
- Papa Giovanni Paolo II
- Cardinale Giovanni Battista Re
- Arcivescovo Fabio Bernardo D'Onorio, O.S.B.